# Ferrovia Bristol-Southampton
La ferrovia Bristol-Southampton (in inglese Wessex Main line) è una linea ferroviaria britannica che collega la città di Bristol a Southampton, nell'Hampshire.

## Caratteristiche

### Armamento
La linea adotta lo scartamento ordinario di 1435 mm.

### Percorso
| Continuation backward |

| Station on track |

|  | Junction both to and from left | Unknown route-map component "CONTfq" |

| Transverse water | Unknown route-map component "hKRZWae" | Unknown route-map component "LWSTR+r" |

| Unknown route-map component "eHST" |

| Stop on track |

| Unknown route-map component "eHST" |

| Unknown route-map component "eHST" |

| Stop on track |

| Unknown route-map component "WASSER+l" | Unknown route-map component "hKRZWa" | Unknown route-map component "LWSTRr" |

| Water | Unknown route-map component "hBHF" |  |

| Unknown route-map component "WASSERl" | Unknown route-map component "hKRZWe" | Transverse water |

| Unknown route-map component "eHST" |

| Unknown route-map component "eHST" |

|  | Unknown route-map component "ABZgl" | Unknown route-map component "CONTfq" |

| Unknown route-map component "exCONTgq" | Unknown route-map component "eABZg+r" |  |

| Stop on track |

|  | Unknown route-map component "ABZgxl+l" | Unknown route-map component "CONTfq" |

| Stop on track |

|  |  | Junction both to and from left | Unknown route-map component "ABZq+l" | Unknown route-map component "CONTfq" |

|  | Station on track | Straight track |

| Unknown route-map component "CONTgq" | Unknown route-map component "KRZor" | One way rightward |

| Stop on track |

| Stop on track |

| Unknown route-map component "eHST" |

|  | Unknown route-map component "eABZg+l" | Unknown route-map component "exCONTfq" |

| Unknown route-map component "eHST" |

| Unknown route-map component "SKRZ-Gu" |

| Unknown route-map component "eHST" |

| Unknown route-map component "eHST" |

| Unknown route-map component "eHST" |

| Unknown route-map component "eHST" |

| + Unknown route-map component "CONT4+2" + Unknown route-map component "exlv-HST@F" | + Straight track + Unknown route-map component "STRc3" |  |

| linea per Exeter |
| Wilton Sud       |

| Unknown route-map component "STRc1" | Unknown route-map component "ABZg+4" |  |

| Station on track |

| Transverse water | Unknown route-map component "hKRZWe" | Transverse water |

| Enter and exit tunnel |

|  | Junction both to and from left | Unknown route-map component "CONTfq" |

| Unknown route-map component "exKDSTaq" | Unknown route-map component "eABZg+r" |  |

| Unknown route-map component "eHST" |

| Unknown route-map component "exCONTgq" | Unknown route-map component "eABZgr" |  |

| Stop on track |

| Stop on track |

|  | Unknown route-map component "eABZg+l" | Unknown route-map component "exCONTfq" |

| Transverse water | Unknown route-map component "hKRZWe" | Transverse water |

| Station on track |

|  | Unknown route-map component "ABZgl" | Unknown route-map component "CONTfq" |

| Unknown route-map component "SKRZ-Bu" |

| Unknown route-map component "eHST" |

| Unknown route-map component "CONTgq" | Unknown route-map component "ABZg+r" |  |

| Stop on track |

| Stop on track |

| Station on track |

| Continuation forward |

| Continuation backward |

| Station on track |

| Unknown route-map component "CONTgq" | Unknown route-map component "ABZgr+xr" |  |  |

| Unknown route-map component "eHST" |

| Unknown route-map component "eHST" |

| Stop on track |

| Unknown route-map component "eHST" |

| Unknown route-map component "eABZg+l" | Unknown route-map component "exCONTfq" |

| Unknown route-map component "eHST" |

| Unknown route-map component "eHST" |

| Continuation backward | Straight track |  |  |

| Unknown route-map component "ABZgxl+l" | One way rightward |  |  |

| Continuation forward |

#### Diramazione per Chippenham
Esiste un collegamento da Trowbridge a Chippenham, con una fermata intermedia a Melksham.
Nonostante la forte crescita dei passeggeri negli anni precedenti, nel dicembre 2006 il nuovo franchising ha ridotto i servizi a due corse al giorno, in orari poco convenienti per i pendolari.
La frequenza è stata aumentata a partire da dicembre 2013 e i servizi sono stati estesi a sud fino a Westbury e a nord fino a Swindon, fornendo un orario regolare con il marchio "TransWilts".

## Traffico
I servizi passeggeri sono attualmente gestiti dalla società Great Western Railway tra Portsmouth Harbour e Cardiff Centrale, integrati dai servizi della società South Western Railway tra Salisbury e Southampton Centrale (con il servizio della relazione Salisbury-Romsey via Southampton Centrale) e dai servizi intercity della Great Western Railway tra Bristol Temple Meads e Bath Spa (operanti tra Londra Paddington e Bristol Temple Meads).
Quasi tutti i servizi della Great Western Railway proseguono oltre Southampton Centrale lungo la linea per Brighton fino al porto di Portsmouth, e oltre Bristol Temple Meads fino al bivio della galleria del Severn, Newport e Cardiff Centrale lungo la ferrovia Swindon-Swansea.